# Chiesa di San Gregorio dei Muratori
La chiesa di San Gregorio dei muratori è un oratorio di Roma, nel rione Campo Marzio, in via Leccosa.
Essa costituiva l'oratorio della chiesa omonima oggi scomparsa e fu fatta costruire nel 1527 dalla Confraternita dei Muratori e dedicata al loro santo patrono, Gregorio Magno. In origine essa era vicina al porto di Ripetta, oggi scomparso; attualmente è inglobata all'interno di un edificio di recente costruzione (1934), in fondo ad un vicolo.
L'interno presenta affreschi della vita di san Gregorio, decorati con putti in stucco e dorature; il pavimento è in cotto originale. Particolarità della chiesa è che la sua navata è più larga che lunga, e la facciata esterna, così come la vediamo oggi, corre parallela alla navata, cosicché le due porte d'entrata accedono sul lato destro della chiesa, invece che sul fondo.
Oggi la chiesa è affidata alle cure di Don Patrizio Milano, esorcista della diocesi di Roma.